# Лепенце
Лепенце (словен. Lepence) — поселення в общині Бохінь, Горенський регіон, Словенія. Висота над рівнем моря: 499 м.